# Bombardeo de la OTAN a la sede de la Radio Televisión de Serbia
El bombardeo de la OTAN a la sede de la Radio Televisión de Serbia tuvo lugar la noche del 24 de abril de 1999 a las 02:06 a. m. (CET) durante la Operación Fuerza Aliada, la campaña de bombarderos aéreos de la OTAN contra la República Federal de Yugoslavia (FRY). Dieciséis empleados de la RTS murieron cuando un misil de la OTAN alcanzó el edificio.

## Bombardeo
El bombardeo fue parte de la campaña aérea de la OTAN contra la República Federal de Yugoslavia y dañó severamente la sede en Belgrado de la Radio Televisión de Serbia (RTS). También fueron atacadas otras instalaciones de radio y eléctricas por todo el país. Al menos dieciséis empleados murieron y otros dieciocho resultaron heridos cuando un único misil de la OTAN alcanzó el edificio. Casi todos los empleados de la RTS que murieron en el ataque eran técnicos, trabajadores de seguridad y maquilladores. Muchos estuvieron atrapados durante días, comunicándose únicamente a través de sus teléfonos móviles. La estación volvió al aire menos de 24 horas después desde un lugar secreto. El cercano edificio de la Iglesia de la Santísima Trinidad, también sufrió graves daños.

### Justificación
El Cuartel General de la OTAN justificó el bombardeo con dos argumentos; en primer lugar, que era necesario «perturbar y degradar la red de mando, control y comunicaciones» de las Fuerzas Armadas de Yugoslavia y, en segundo lugar, que el cuartel general de la RTS era un objeto de doble uso que «estaba haciendo una contribución importante a la guerra de propaganda que orquestó la campaña contra la población de Kosovo».
El gobierno yugoslavo dijo que el edificio no tenía ningún propósito militar y solo albergaba instalaciones de la red de televisión civil. Por lo tanto, no era un objetivo militar legítimo.
Según el general norteamericano Wesley Clark, el comandante que supervisó la campaña de bombardeos, la OTAN planteó una pregunta en una conferencia de prensa del Pentágono para alertar al gobierno yugoslavo de su intención de atacar a la emisora.
El portavoz de la OTAN, Jamie Shea dijo: «El canal de televisión fue atacado porque no era la BBC o CNN, estaba siendo utilizado para difundir propaganda y crear un clima de odio en el que la persecución de los albaneses podría ser aceptada como normal por la gran mayoría de la población serbia».

## Reacciones
Francia se opuso al ataque. Hubo un desacuerdo considerable entre los Estados Unidos y el gobierno francés con respecto a la legitimidad y legalidad del bombardeo.
Mientras pronunciaba un discurso en la cena del sexagésimo aniversario del Overseas Press Club, celebrada la noche del jueves 22 de abril de 1999 (EST) en el Grand Hyatt Hotel de la ciudad de Nueva York, el enviado estadounidense a Yugoslavia, Richard Holbrooke, reaccionó ante el bombardeo de la sede de la RTS por parte de la OTAN casi inmediatamente después de que este tuviera lugar: «Eason Jordan me dijo justo antes de venir aquí que mientras cenamos esta noche, los ataques aéreos afectaron a la televisión serbia y eliminaron la televisión serbia, y al menos por el momento están fuera del aire. Ese es un evento de enorme importancia, si de hecho es como lo informó Eason, y creo todo lo que me dice la CNN. Si, de hecho, están fuera del aire aunque sea temporalmente, como todos ustedes saben, una de las tres claves Los pilares, junto con las fuerzas de seguridad y la policía secreta, se han eliminado al menos temporalmente. Y es un acontecimiento enormemente importante y, creo, positivo».

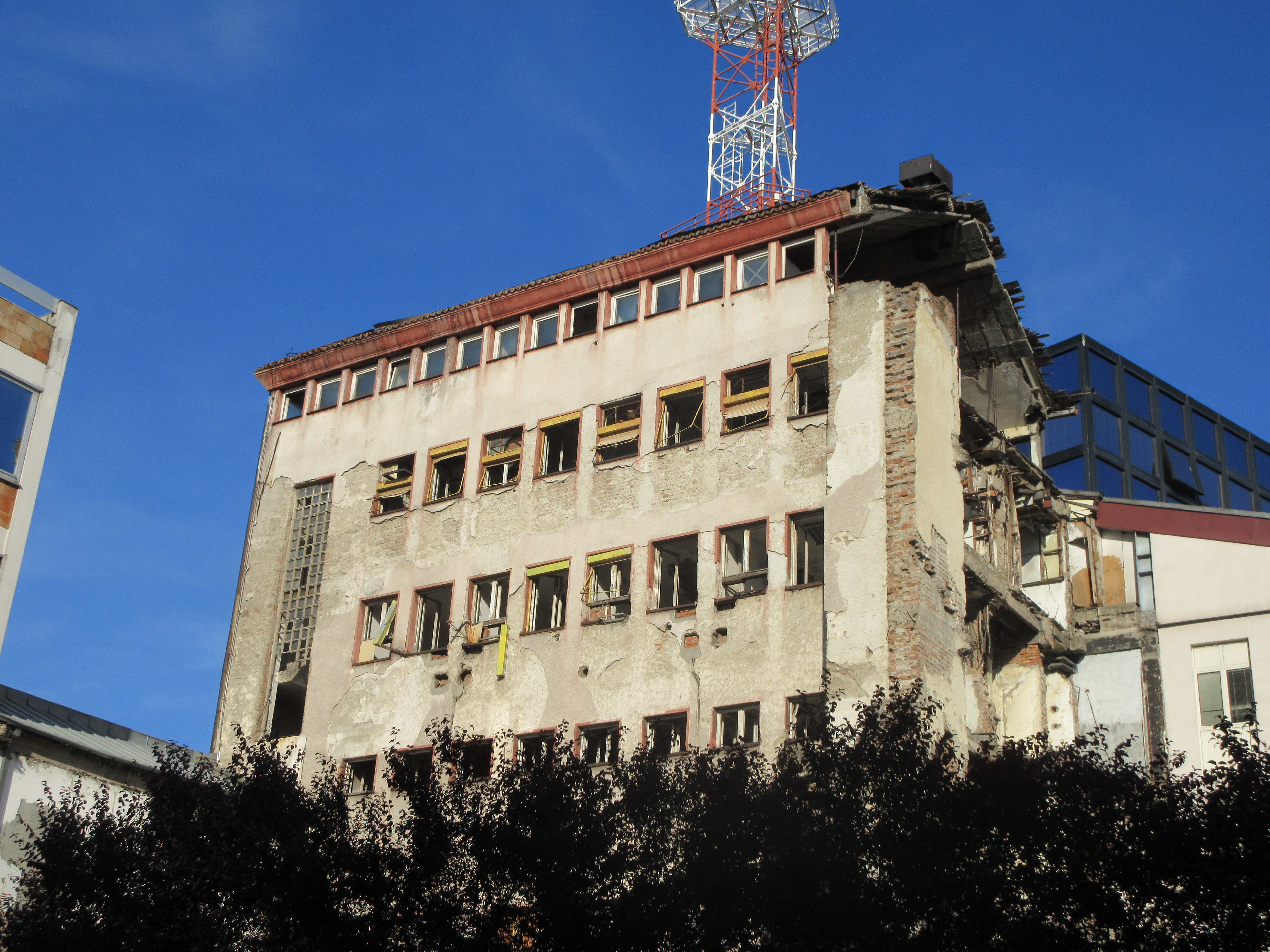
El edificio de Radio Televisión de Serbia bombardeado el 23 de abril de 1999 por la OTAN

Un informe de Amnistía Internacional sobre los bombardeos de la OTAN en Yugoslavia dijo que la OTAN había violado el derecho internacional al atacar áreas donde era seguro que morirían civiles. En particular, el informe de Amnistía dijo que el bombardeo del edificio de la RTS por parte de la OTAN «fue un ataque deliberado contra un objetivo civil y, como tal, constituye un crimen de guerra» puesto que el ataque violaba el artículo 52 (2) del Protocolo I de la Convención de Ginebra, que define los objetivos militares y civiles, afirmando que la participación en la propaganda no es un argumento suficiente para declarar una institución de medios de comunicación objetivo militar legítimo.
Human Rights Watch también condenó el ataque y afirmó que «incluso si uno pudiera justificar los ataques legales a la radio y la televisión civiles, no parece haber ninguna justificación para atacar estudios urbanos, a diferencia de los transmisores», y también citó el mismo artículo en la Convención de Ginebra, que requería que la OTAN tomara precauciones y proporcionara una advertencia clara, incluso si pudiera justificar declararlo objetivo militar legítimo. También afirmó que los riesgos para la población civil superaban con creces los posibles beneficios militares.
Según un análisis de la Cruz Roja Internacional, no había duda de que el RTS se utilizaba como medio de propaganda bélica y que esto no era razón suficiente bajo la Convención de Ginebra para declararlo objetivo militar, pero que el edificio del RTS entraba en lo dispuesto en el artículo 5 (2) del Protocolo N.º 1. al ser una instalación de doble uso (civil y militar) debido al uso de transmisores para las necesidades de las fuerzas armadas.
Reporteros sin Fronteras publicó un informe en 2002 afirmando que había temores de que el ataque a la RTS pudiera sentar un precedente peligroso y allanar el camino para ataques similares a los medios en otros conflictos. En 2001, el Tribunal Europeo de Derechos Humanos declaró inadmisible un caso presentado en nombre de los empleados de la estación por seis ciudadanos yugoslavos contra la OTAN.
Tim Judah declaró que la RTS había estado transmitiendo propaganda nacionalista serbia, que demonizaba a las minorías étnicas y legitimaba las atrocidades serbias contra ellas. Por el contrario, el politólogo estadounidense Noam Chomsky dijo que el bombardeo del edificio de la RTS por parte de la OTAN fue un acto de terrorismo. Según un artículo de Amnistía Internacional publicado en 2009, nadie rindió cuentas por el ataque en sí y no se ha hecho justicia para las víctimas.
Un informe preparado por el Tribunal Penal Internacional para la ex Yugoslavia (TPIY) titulado «Informe Final al Fiscal por el Comité Establecido para Revisar la Campaña de Bombardeo de la OTAN contra la República Federal de Yugoslavia» concluyó que las transmisiones de la estación de TV para generar apoyo para la guerra no fue suficiente para hacer del edificio RTS un objetivo militar, sino que la red de televisión había sido parte del sistema general de comunicación militar del gobierno serbio, convirtiendo así el edificio en un objetivo militar legítimo. Decía:

En la medida en que el ataque realmente tenía como objetivo interrumpir la red de comunicaciones, era legalmente aceptable... El ataque de la OTAN al edificio RTS con fines propagandísticos fue un objetivo incidental (aunque complementario) de su objetivo principal de inhabilitar el sistema de mando y control militar serbio y destruir el sistema nervioso y el aparato que mantiene a Milošević en el poder.

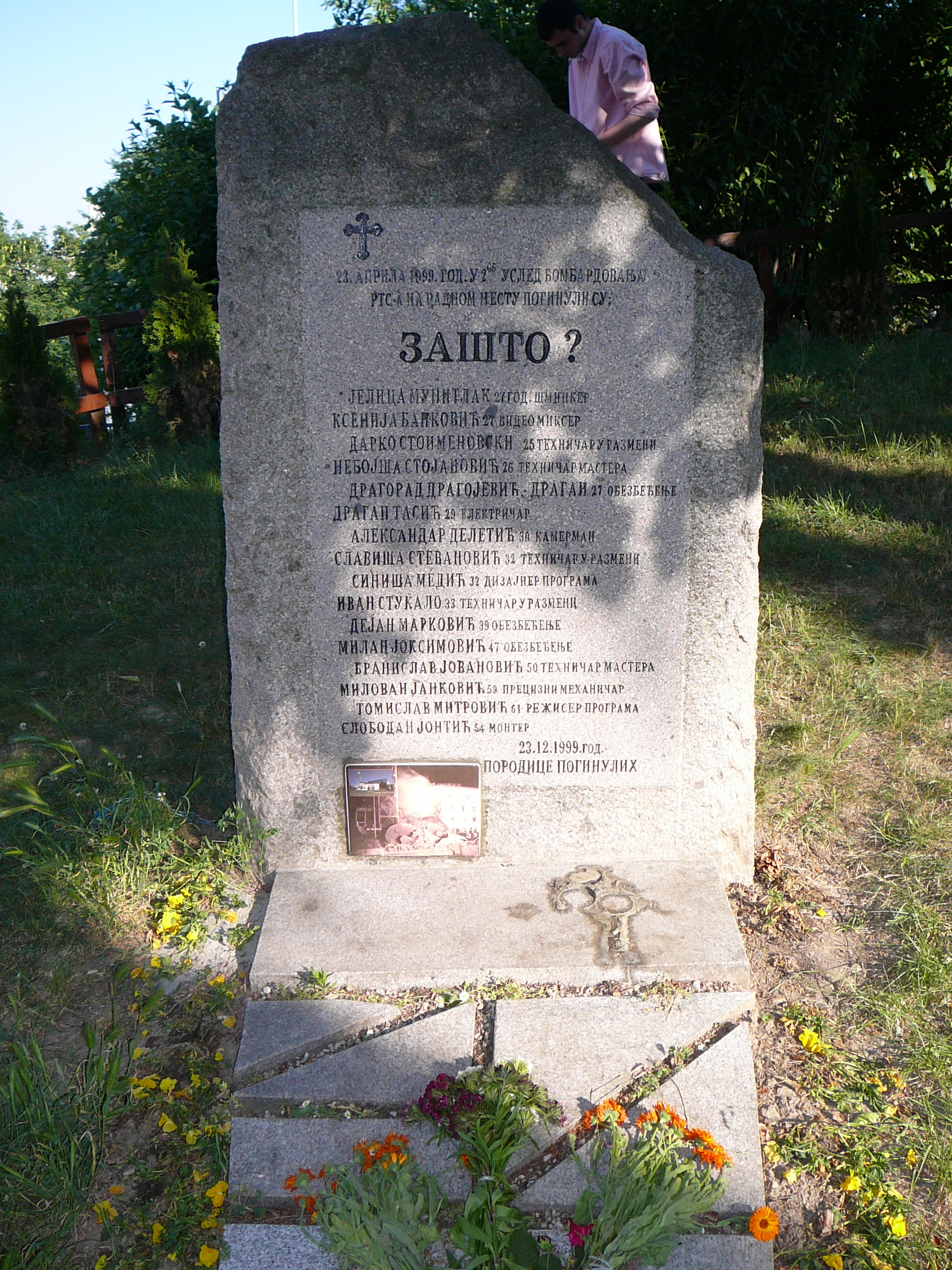
El monumento del parque Tašmajdan a las víctimas del bombardeo de la OTAN del 23 de abril de 1999 incluye nombres, edades y descripciones de trabajo de cada persona muerta en el ataque. En la parte inferior del monumento hay una foto del edificio tomada justo después del ataque durante las operaciones de rescate.

Con respecto a las bajas civiles, afirmó además que, aunque fueron «lamentablemente altas, no parecen ser claramente desproporcionadas».

## Consecuencias
El edificio de la RTS permanece tal como lo dejó el bombardeo. Desde entonces, se ha construido un nuevo edificio junto al dañado por la OTAN y se ha erigido un monumento a los muertos en el ataque.
El ex director general de RTS, Dragoljub Milanovic, fue sentenciado en 2002 a 10 años de prisión por un delito grave contra la seguridad pública por no tomar todas las medidas necesarias para proteger y evacuar a los empleados y equipos, a pesar de que había evidencias suficientes de que el edificio podía ser bombardeado.

### Disculpas de la Radio Televisión de Serbia de 2011
El 23 de mayo de 2011, Radio Televisión de Serbia (RTS) emitió una disculpa oficial por el mal uso que se hizo de su programación para difundir propaganda y desacreditar a los opositores políticos en la década de 1990, y por el hecho de que sus transmisiones habían «herido los sentimientos, la integridad moral y dignidad de los ciudadanos de Serbia, intelectuales de orientación humanista, miembros de la oposición política, periodistas críticos, ciertas minorías en Serbia, grupos religiosos minoritarios en Serbia, así como ciertos pueblos y estados vecinos».